# Нараянгаон
Нараянгаон (नारायणगाव) — місто в окрузі Пуне, штат Махараштра, Індія.

## Короткі відомості
Є одним з міст, які не відчувають нестачі води — через близькість до штучних озер на річках, гір Західні Гати та відрогів хребта Сагіадрі. Місто розташоване на висоті 656 метрів над рівнем моря, західні відроги плато Декан, з підвітряної сторони від хребта Сагіадрі, що створює перепону для струменів з Аравійського моря. Місто розташоване на березі річки Меена, від техсілу Амбегаон відділене цілою вервечкою пагорбів.
Лежить на автомобільній дорозі національного значення № 218, за 77 км північніше від Пуне, 132 км південніше Нашіка, за 176 км від Мумбаї.
За 16 км від міста розташований форт Шівнері, у якому народився та виріс Шиваджі, також близько розташовані дві аштавінаяки (англ. Ashtavinayaka) Ґанеша — Ліанадрі й Озар, у самому місті чимало буддійських давніх храмів. Історичне місце Нанегхат — торгівля рибою на ньому здійснювалася з 8 століття. З ери початку буддизму в околицях збереглися печери — Лениадрі (англ. Lenyadri), Манмоді, Тулія, Шівнері.
В околицях Нараянгаона міститься центр з реабілітації та збільшення кількості в природі леопардів. З сільськогосподарських культур вирощують цукрову тростину та овочі, виноград — поруч є штучні водосховища — Єдґаон на річці Кукаді, на північ за 9 км, Вадай на річці Меена, за 16 км, Пімпалґаон Йоґ — на річці Пушпаваті, Манікдог — на річці Кукаді, Хілеваді — на річці Мандві.